# 何家堡乡 (怀仁市)
何家堡乡，是中华人民共和国山西省朔州市怀仁市下辖的一个乡镇级行政单位。

## 行政区划
何家堡乡下辖以下地区：
何家堡村、悟道村、赵庄村、楼子口村、芦子沟村、宋家庄村、跃进村、全福寨村、磨道河村和郝家寨村。